# Ervin Dragšič
Ervin Dragšič (* 22. Oktober 1974 in Maribor) ist ein slowenischer Basketballtrainer und ehemaliger -spieler.

## Werdegang

### Spieler
Dragšič nahm in den 1990er Jahren mit dem unter verschiedenen Namen antretenden Verein KK Maribor an Europapokalwettbewerben teil. Hernach stand er bei KK Pivovarna Laško unter Vertrag. 2001 spielte er beim russischen Verein Lokomotive Mineralnyje Wody vor, wurde aber nicht verpflichtet, stand im Spieljahr 2001/02 dann in Diensten von Le Mans Sarthe Basket in Frankreich.
Der Aufbauspieler war 2002/03 Mitglied des deutschen Bundesligisten Avitos Gießen und verstärkte danach zwei Jahre in derselben Spielklasse EnBW Ludwigsburg. Dragšič bestritt insgesamt 74 Bundesligaspiele. In seinem zweiten Jahr in Ludwigsburg war er Mannschaftskapitän.
Nach kurzen Vertragszeiten in Griechenland, Tschechien, Serbien und bei KD Postojna in seinem Heimatland kam Dragšič im Spieljahr 2007/08 für BSC Raiffeisen Fürstenfeld in neun Begegnungen der österreichischen Bundesliga zum Einsatz. Er schloss seine Spielerlaufbahn in seinem Heimatland ab.
1999 war er Teilnehmer der Europameisterschaft, Dragšič bestritt bei dem Turnier vier Spiele für die slowenische Nationalmannschaft.

### Trainer
Dragšič nahm 2009 in Slowenien bei Terme Olimia Podčetrtek eine Trainertätigkeit auf, hernach war er bei Zlatorog Laško beschäftigt. 2012 kehrte er nach Fürstenfeld zurück und wurde Trainer des Bundesligisten. 2013 wechselte der Slowene innerhalb der Bundesliga und wurde neuer Trainer von UBSC Graz. Dieses Amt übte er bis 2015 aus, hernach arbeitete Dragšič im Spieljahr 2015/16 als Cheftrainer der U19-Mannschaft der Basketball-Akademie (BBA) Ludwigsburg in der deutschen Nachwuchs-Basketball-Bundesliga.
2016 kehrte er nach Slowenien zurück und wurde Trainer im Nachwuchsbereich von AKK Branik Maribor. 2019 wurde er erneut Trainer des Bundesligisten UBSC Graz. 2024 führte er Graz in die Endspielserie um die österreichische Meisterschaft, die gegen Oberwart verloren wurde.